# Guadalupe Huexotitla
Guadalupe Huexotitla är en ort i Mexiko.   Den ligger i kommunen Tlaxco och delstaten Tlaxcala, i den sydöstra delen av landet, 100 km öster om huvudstaden Mexico City. Guadalupe Huexotitla ligger 2 566 meter över havet och antalet invånare är 124.
Terrängen runt Guadalupe Huexotitla är huvudsakligen kuperad, men åt sydost är den platt. Terrängen runt Guadalupe Huexotitla sluttar söderut. Runt Guadalupe Huexotitla är det ganska tätbefolkat, med 70 invånare per kvadratkilometer. Närmaste större samhälle är Tlaxco, 9,6 km öster om Guadalupe Huexotitla. Trakten runt Guadalupe Huexotitla består till största delen av jordbruksmark.